# 剣州
剣州（劍州、けんしゅう）は、中国にかつて存在した州。唐代から民国初年にかけて、現在の四川省広元市一帯に設置された。

## 概要
618年（武徳元年）、唐により隋の普安郡が始州と改められた。713年（先天2年）、始州は剣州と改称された。742年（天宝元年）、剣州は普安郡と改められた。758年（乾元元年）、普安郡は剣州の称にもどされた。剣州は剣南道に属し、普安・永帰・臨津・黄安・武連・剣門・陰平・梓潼の8県を管轄した。
宋のとき、剣州は利州路に属した。1190年（紹熙元年）、剣州は隆慶府と改称された。隆慶府は普安・普成・武連・剣門・陰平・梓潼の6県を管轄した。
1283年（至元20年）、元により隆慶府は剣州の称にもどされた。剣州は広元路に属し、普安・梓潼の2県を管轄した。
1373年（洪武6年）、明により州治の普安県が廃止され、剣州は保寧府に属した。1376年（洪武9年）、剣州は廃止された。1380年（洪武13年）、剣州が再び置かれた。剣州は梓潼県1県を管轄した。
清のとき、引き続いて剣州は保寧府に属した。1727年（雍正5年）、梓潼県が綿州直隷州の属県に改められたため、剣州の属県はなくなった。
1912年、中華民国により剣州は廃止され、剣閣県と改められた。